# Jean-Pierre Danguillaume
Jean-Pierre Danguillaume   (Joué-lès-Tours, 25 de maig de 1946) és un ciclista francès, ja retirat, que fou professional entre 1970 i 1978. El seu pare André, el seu oncle Camille i el seu germà Jean-Pierre, també van ser ciclistes professionals.
El 1968, com a ciclista amateur, va prendre part en els Jocs Olímpics d'Estiu de Ciutat de Mèxic, on fou quinzè en la prova en ruta del programa de ciclisme. Com a ciclista professional, sempre a l'equip Peugeot, aconseguí més de 60 victòries, destacant set etapes del Tour de França i el GP Ouest France-Plouay de 1971. Al mundial en ruta de 1975 fou tercer.
En retirar-se es passà a exercir de director esportiu de l'equip Mercier-BP. Després de la dissolució de l'equip es va incorporar a Coca-Cola Enterprises com a executiu, gestionant la presència de l'empresa al Tour de França com a un patrocinador.

## Palmarès
- 1967
  - Vencedor d'una etapa a la Volta a Escòcia
- 1969
  - 1r de la Cursa de la Pau (amateur)
  - 1r al Tour de Loir i Cher
- 1970
  - Vencedor d'una etapa al Tour de França
- 1971
  - 1r al GP Ouest France-Plouay
  - Vencedor d'una etapa al Tour de França
- 1973
  - 1r al Critèrium International
  - Vencedor d'una etapa al Tour de França
  - Vencedor d'una etapa del Midi Libre
- 1974
  - 1r a la Midi Libre
  - Vencedor de 2 etapes al Tour de França
- 1975
  - 1r al Gran Premi de Cannes
  - 1r a la París-Bourges
  - Vencedor d'una etapa dels Quatre dies de Dunkerque
  - Vencedor d'una etapa de la Volta a Bèlgica
  - Vencedor d'una etapa del Midi Libre
- 1976
  - 1r a Châteauroux - Classic de l'Indre
  - Vencedor d'una etapa de la Tour de Còrsega
  - Vencedor d'una etapa de la París-Niça
- 1977
  - 1r al Tour de l'Aude
  - 1r al Tour de l'Indre i Loira i vencedor de 2 etapes
  - Vencedor de 2 etapes al Tour de França
  - Vencedor d'una etapa dels Quatre dies de Dunkerque
  - Vencedor d'una etapa de la Dauphiné Libéré
- 1978
  - Vencedor d'una etapa de la Dauphiné Libéré
  - Vencedor d'una etapa dels Quatre dies de Dunkerque
  - Vencedor d'una etapa del Tour de l'Aude

### Resultats al Tour de França
- 1970. 64è de la classificació general. Vencedor d'una etapa
- 1971. 18è de la classificació general. Vencedor d'una etapa
- 1972. 21è de la classificació general
- 1973. 22è de la classificació general. Vencedor d'una etapa
- 1974. 13è de la classificació general. Vencedor de 2 etapes
- 1975. Abandona (17a etapa)
- 1976. 22è de la classificació general
- 1977. 35è de la classificació general. Vencedor de 2 etapes
- 1978. Abandona (17a etapa)

### Resultats a la Volta a Espanya
- 1971. 31è de la classificació general
- 1974. 7è de la classificació general